# Linda Jackson (Radsportlerin)

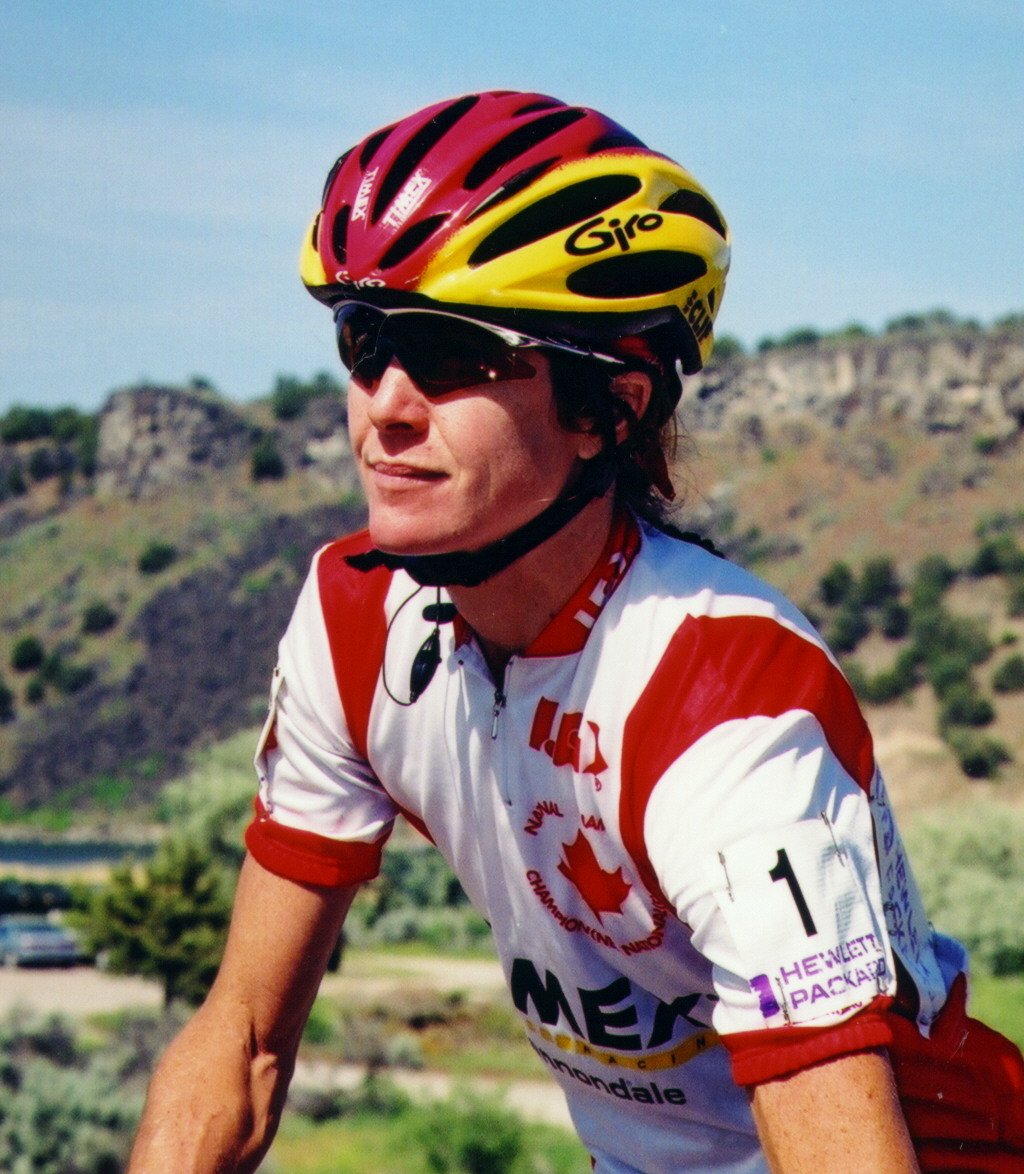
Linda Jackson

Linda Jackson (* 13. November 1958 in Montreal) ist eine ehemalige kanadische Radrennfahrerin und heutige Sportliche Leiterin.
Sechsmal wurde Linda Jackson kanadische Meister, 1995, 1997 und 1998 im Straßenrennen, 1996, 1997 und 1998 im Einzelzeitfahren. Bei den Commonwealth Games 1994 in Victoria errang sie die Silbermedaille im Straßenrennen. 1996 wurde sie Dritte bei den Weltmeisterschaften im Straßenrennen und belegte bei den Olympischen Spielen in Atlanta Platz neun; im selben Jahr gewann sie die Tour of Toona.
1997 errang Jackson zwei nationale Titel, wurde Zweite in der Gesamtwertung des Giro d’Italia Femminile, Dritte bei der Grande Boucle Féminine und gewann die Tour de l’Aude Cycliste Féminin. 1998 gewann sie erneut zwei nationale Titel und die Women’s Challenge, wurde erneut Zweite beim Giro und errang eine weitere Silbermedaille bei den Commonwealth Games, dieses Mal im Einzelzeitfahren.
Im Jahr 2000 trat Linda Jackson vom aktiven Radsport zurück, obwohl sie sich für die Olympischen Spiele in Athen qualifiziert hatte. Als Grund gab sie an, dass sie ein Kind haben wolle. Seit 2005 ist sie Sportliche Leiterin und Managerin des Frauenradsport-Teams TIBCO-To The Top, das sie selbst begründet hat.